# サイバートラスト
サイバートラスト株式会社（英: Cybertrust Japan Co., Ltd.）は、電子証明書発行サービスをメインとするセキュリティサービス事業を行う企業。

## 概要
情報セキュリティ分野におけるリーディングカンパニーである米国サイバートラスト（旧・Betrusted）社と、電子証明書システムソリューションを提供する日本ボルチモアテクノロジーズ株式会社が、2004年3月に資本業務提携し、サイバートラスト株式会社（初代）が誕生。
2005年6月にソフトバンクBBの連結子会社となり、2014年4月以降はソフトバンク・テクノロジー（現・SBテクノロジー）の連結子会社となっている。
2017年10月1日付けでミラクル・リナックスと合併。合併はミラクル・リナックスを存続会社とする吸収合併方式だが、商号はサイバートラスト（2代）に変更された。

## 沿革

### 初代法人
- 1995年9月 - NSJとして設立
- 1999年5月 - Baltimore Technologies Plcの日本における総販売代理店として契約
- 2000年
  - 3月 - Baltimore Technologies Plcによる株式取得
  - 5月 - 日本ボルチモアテクノロジーズ株式会社として活動開始
- 2002年3月 - MBO（マネジメント・バイ・アウト）で資本と経営を日本化
- 2003年12月 - 米国の大手セキュリティサービス企業であるBetrusted社との戦略提携
- 2004年
  - 3月 - Betrusted社が日本ボルチモアの約28%の株式を取得
  - 7月 - ビートラステッド・ジャパン株式会社に社名変更
- 2005年7月 - ソフトバンクBB株式会社と資本提携
- 2007年1月 - サイバートラスト株式会社に社名変更
- 2014年4月 - ソフトバンクBBが保有株式をソフトバンク・テクノロジー株式会社に譲渡。同社の連結子会社となる。
- 2017年10月 - ミラクル・リナックスから商号変更されたサイバートラスト（2代目）へ吸収合併され解散[1][2][3]。

### 2代目法人
- 2000年6月 - 日本オラクルや日本電気が出資し、ミラクル・リナックス株式会社として設立。
- 2014年7月 - ソフトバンク・テクノロジーの連結子会社となる。
- 2015年8月 - 島根県松江市に松江ラボを開設。
- 2017年10月 - サイバートラスト（初代）を吸収合併すると同時に、商号をサイバートラスト株式会社（2代）へ変更。
- 2020年3月 - 4月に予定していた東京証券取引所マザーズ市場上場を取り消し[4]。
- 2021年4月 -東京証券取引所マザーズ市場上場。